# Domodossola (stacja kolejowa)
Domodossola (wł: Stazione di Domodossola) – stacja kolejowa w Domodossola, w regionie Piemont, we Włoszech. Znajdują się tu 3 perony.